# Saint-Rambert-d’Albon
Saint-Rambert-d’Albon település Franciaországban, Drôme megyében. Lakosainak száma 6947 fő (2022. január 1.). Saint-Rambert-d’Albon Champagne, Peyraud, Albon, Andancette, Anneyron, Bougé-Chambalud, Chanas és Sablons községekkel határos.

## Népesség
A település népessége az elmúlt években az alábbi módon változott:
| Lakosok száma | 3822 | 4062 | 4176 | 5086 | 6098 | 6313 | 6530 | 6758 | 6833 | 6947 |
|               | 1968 | 1982 | 1990 | 2006 | 2013 | 2015 | 2017 | 2019 | 2020 | 2022 |